# Felice Saladini

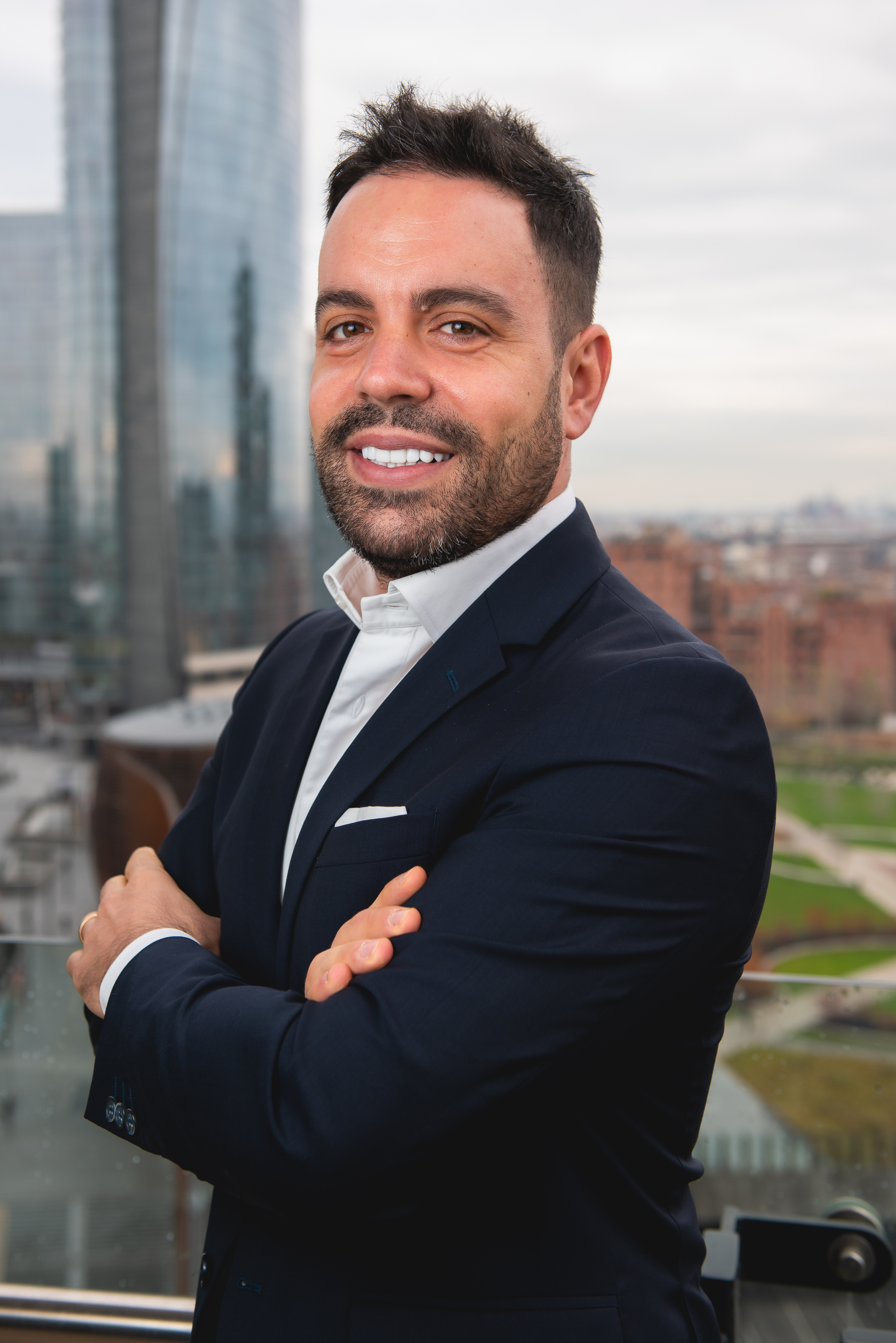
Felice Saladini nei suoi uffici di Milano

Felice Iginio Marcello Saladini (Lamezia Terme, 11 novembre 1984) è un imprenditore e dirigente sportivo italiano fondatore del Gruppo MeglioQuesto Spa.

## Attività imprenditoriale
All’età di 19 anni Saladini lavora come operatore telefonico assumendo velocemente ruoli di sempre maggiore responsabilità fino a diventare manager e gestire circa 2000 persone.
Nel 2009 fonda Planet Group, operatore italiano nel settore della customer experience. La crescita aziendale è costante e Saladini decide di investire anche nel settore retail lanciando l’azienda Sales Power nel 2015.
Nel 2020, Planet Group si fonde con AQR originando il Gruppo AQR.
Il gruppo nel febbraio 2021 diventa MeglioQuesto. Nel giugno dello stesso anno MeglioQuesto si quota in borsa registrando il più grande overbooking in IPO su AIM Italia, considerando il valore relativo rapportato all’entità della richiesta. 
MeglioQuesto ha chiuso l'esercizio 2021 con ricavi pari a 61,4 milioni di euro, in crescita del 28% su base annua, e punta a superare i 100 milioni di euro in tre anni. 
Nell’estate 2023 il Consiglio di amministrazione di MeglioQuesto affida ad Alessandro Nitti, già presidente del gruppo, la carica di amministratore delegato. 
Nell'estate 2024 per la società MeglioQuesto viene presentata domanda di composizione negoziata della crisi. 

## Sport
Nel 2011 sponsorizza la squadra di basket di Catanzaro e poi acquisisce la società fondando la Planet Basket Catanzaro portandola fino al campionato di Serie B.
Nel Giugno 2020 Saladini partecipa alla fusione tra Vigor 1919 e Vigor Lamezia per dare vita alla Vigor Lamezia 1919, nel ruolo di presidente. La squadra viene iscritta al campionato di Eccellenza nella stagione 2020-2021. 
Il 30 luglio 2021, dopo aver cambiato la denominazione dell'ASD Sambiase in "FC Lamezia Terme", Saladini, annuncia la richiesta di rinuncia al campionato di Eccellenza per il Vigor Lamezia 1919.. 
Il 17 giugno 2022 diventa proprietario della Reggina 1914 e ne nomina presidente il Prefetto Marcello Cardona.
Il 3 agosto 2023 il TAR del Lazio esclude la Reggina 1914 dal campionato di serie B a causa di alcune inadempienze finanziarie.
Il 30 agosto 2023, il Consiglio di Stato, l'ultimo organo di giustizia amministrativa, ha confermato l'esclusione della Reggina dal campionato di Serie B.